# Embajada de Italia en Rusia
La Embajada de Italia en Rusia es la principal misión diplomática de la República Italiana en la Federación Rusa. Se encuentra en el número 5 de la calle Denezhny (del ruso: Денежный пер., 5), en el distrito de Khamovniki, en Moscú.
La embajada está localizada en la "Villa Berg". En 1897 el inmueble fue adquirido por el ingeniero ruso Sergey Pavlovich Berg, quien demolió la vieja casa de madera que ocupaba el terreno y mandó construir una mansión de piedra. El edificio, de estilo neoclásico y neobarroco, le fue asignado al gobierno italiano en 1924.
El actual embajador es Vittorio Claudio Surdo.